# Crvena pasiflora
Crvena pasiflora (lat. Passiflora racemosa) je biljka iz porodice Passifloraceae. Na švedskom se jeziku ovaj cvijet zove röd passionsblomma , što u prijevodu na hrvatski jezik znači crvena pasijonka. Na engleskom se jeziku zove wild red passion flower, što u prijevodu na hrvatski jezik znači divlja crvena pasijonka.

### Sinonimi
- Passiflora princeps Lodd., Bot. Cab. t. 84. 1818.
- Passiflora racemosa var. princeps (Lodd.) Loudon, Hort. Brit. 270. 1830.